# Vierge à l'Enfant tenant une grenade
Vierge à l'Enfant tenant une grenade est un tableau réalisé par le peintre italien Lorenzo di Credi en 1480-1485. De format vertical, cette huile sur bois est une Madone qui représente Marie tenant à deux mains l'Enfant Jésus alors que celui-ci, assis nu sur sa cuisse droite, tient à son tour une grenade. Legs de Joseph Fesch à la ville d'Ajaccio en 1839, l'œuvre est conservée au musée Fesch.

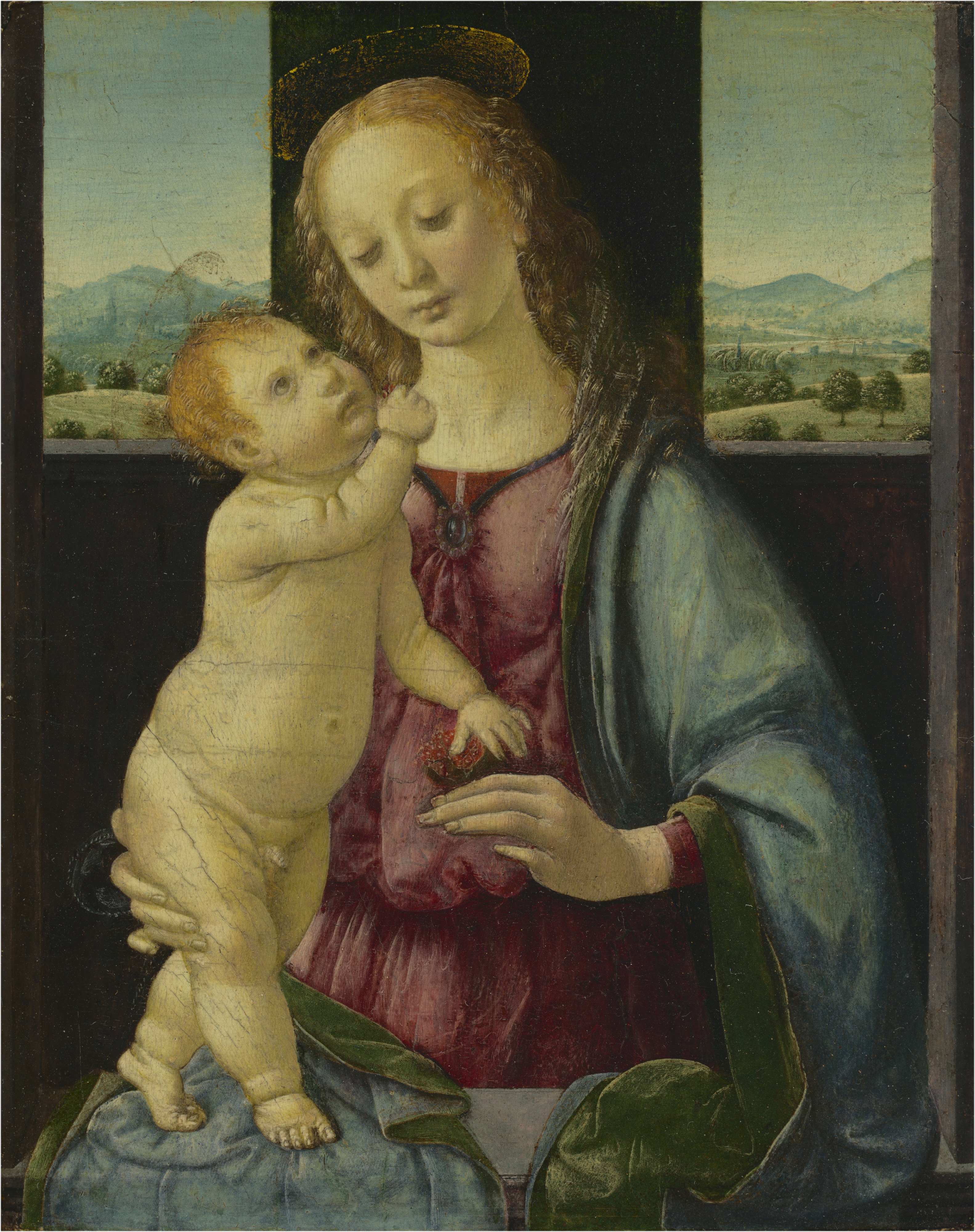
La Madone Dreyfus, 1475-1480 – National Gallery of Art, Washington.